# Fiorella Aíta
Fiorella Aíta Junek (Lima, 13 de juliol de 1997) és una exjugadora de voleibol del Perú. Va ser internacional amb la Selecció femenina de voleibol del Perú. Va competir en els Jocs Olímpics d'Estiu de 2000 a Sydney i en el Campionat del Món de voleibol femení disputat al Japó en 1998.